# Pristimantis sagittulus
Pristimantis sagittulus là một loài động vật lưỡng cư trong họ Strabomantidae, thuộc bộ Anura. Loài này được Lehr, Aguilar, & Duellman mô tả khoa học đầu tiên năm 2004.